# Episcopia Daciei Felix
Episcopia Daciei Felix este o eparhie a Bisericii Ortodoxe Române care are jurisdicție asupra comunităților ortodoxe românești din Serbia și se află în jurisdicția directă a Patriarhiei Române. Are sediul în Vârșeț și este condusă, din 2022, de Ieronim Crețu.
Catedrală episcopală este Biserica „Înălțarea Domnului” din Vârșeț.